# Oecophylla atavina
Oecophylla atavina é uma espécie de formiga do gênero Oecophylla, pertencente à subfamília Formicinae.